# Балбриган
Балбриган (енгл. Balbriggan, ир. Baile Brigín) је град у Републици Ирској, у источном делу државе. Град је у саставу округа округа Фингал, који чине махом северна предграђа Даблина, и представља значајан град у округу и велико предграђе Даблина.

## Природни услови
Град Балбриган се налази у источном делу ирског острва и Републике Ирске и припада покрајини Ленстер. Град је удаљен 33 километара северно од Даблина. 
Балбриган је смештен у равничарском подручју источне Ирске, на западној обали Ирског мора. Надморска висина средишњег дела града је око 6 метара.
Клима: Клима у Балбригану је умерено континентална са изразитим утицајем Атлантика и Голфске струје. Стога град одликује блага и веома променљива клима.

## Историја
Подручје Таламора било је насељено већ у време праисторије. Дато подручје је освојено од стране енглеских Нормана у крајем 12. века.
Балбриган је од 1921. године у саставу Републике Ирске. Значајан раст насеља започео је тек последњих деценија, када је Балбриган постао предграђе Даблина.

## Становништво
Према последњим проценама из 2011. године. Балбриган је имао око 7 хиљада становника у граду и око 15 хиљада у широј градској зони. Последњих година број становника у граду се брзо повећава.

## Привреда
Балбриган није имао значајну привреду од најновијег времена, када је због близине Даблина постао једно од језгра приградске привреде (погони, складишта. велепродаја и сл.). Градско приобаље се све више развија као туристичко подручје.

## Збирка слика
- Трговачке куће у главној улици
- Морска обала у Балбригану
- Обнова Бриморског замка
- Градско приобаље са купалиштем